# Golfo de Génova
El golfo de Génova (del ligur: Górfo de Zêna) es la parte norte del mar de Liguria. La anchura de su boca, orientada al sur, es de unos 140 km. 
Se extiende desde el golfo de La Spezia, al este, hasta el cabo Mele, cerca la ciudad de Imperia, al oeste. La mayor ciudad que se sitúa en su ribera, y la que le da nombre, es Génova, una de las ciudades portuarias más importantes del Mediterráneo. 
Las costas del golfo de Génova pertenecen a las cuatro provincias de la Liguria, Imperia, Savona, Génova y La Spezia.